# 許龍阿訥山脈
61°27′41″N 07°52′17″E / 61.46139°N 7.87139°E

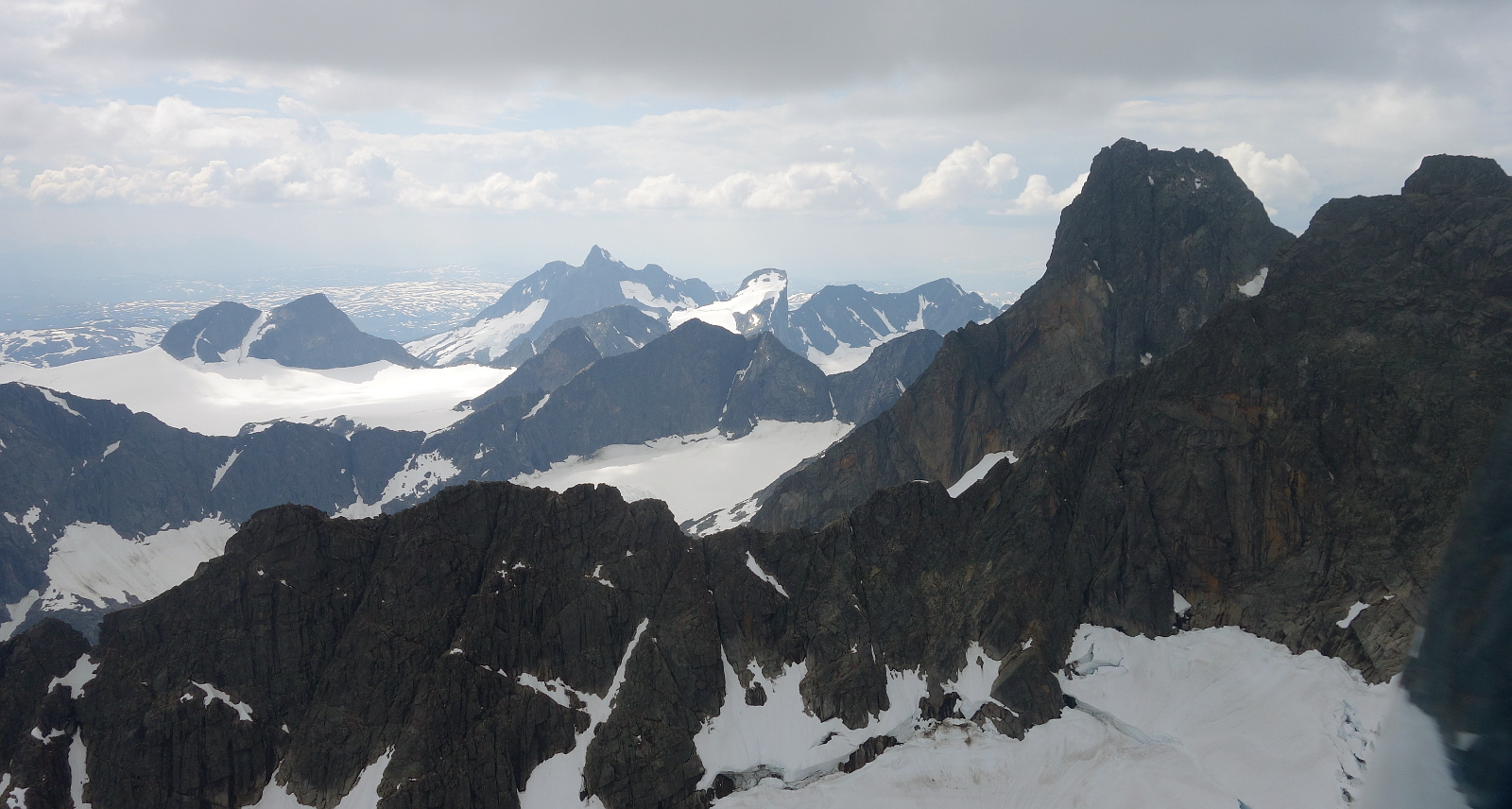

許龍阿訥山脈（挪威語：Hurrungane）是挪威的山脈，位於該國西南部韋斯特蘭郡，橫跨呂斯特和奧達爾，屬於尤通黑門山脈的一部分，最高點大斯卡加斯特爾峰海拔高度2,405米。